# Ліщинська-Кравець Галина Львівна
Ліщинська-Кравець Галина Львівна (нар. 9 січня 1969, Комарно) — українська мисткиня, майстриня народної вишивки. Членкиня Національної спілки майстрів народного мистецтва України з 1990 р.

## Біографія
У 1991 році закінчила Дрогобицький державний педагогічний інститут ім. І. Франка за спеціальністю «Математика та інформатика».
Працює викладачкою на кафедрі Дрогобицького державного педагогічного інституту ім. І. Франка.
Учасниця багатьох обласних, всеукраїнських та міжнародних виставок.
Мешкає в Дрогобичі на Львівщині.